# Ессениус, Ян
Ян Ессениус (Johannes Jessenius; Ян(ош) Есенский, Ján Jesenský в Словакии; Jeszenszky János в Венгрии; 27 декабря 1566 года, Бреслау — 21 июня 1621 года, Прага) — богемский (чешский, словацкий или немецкий) врач, политик и философ. Известен работами в области анатомии и хирургии, а также казнью после Белогорской битвы.

## Биография
Национальность Ессениуса вызывает споры между странами Центральной Европы. Практически вся его карьера проходила на землях чешской короны, однако дворянская семья Есенских, к которой он принадлежал, считается венгерской или словацкой. Сам Ессениус писал о себе как о венгерском рыцаре.
Ессениус родился в Бреслау (Вроцлаве). Там он и учился в гимназии Елизаветы. С 1583 год учился в университете Виттенберга, с 1585 года — в университете Лейпцига, а с 1588 года — в университете Падуи. В 1593 году опубликовал трактат «Зороастр», который содержит герметические рассуждения об утраченных знаниях древних, напоминающие Патрици.
С 1593 года Ессениус был назначен лейб-медиком курфюрста Саксонии, с 1594 года — профессором анатомии в университете Виттенберга. В 1600 году он поселился в Праге, работал там профессором, консультируя самого императора Рудольфа II. В 1617 году избран ректором Карлова университета.
В 1600 году привлек к себе немалый интерес публики, выполняя публичные вскрытия в Праге. (Его заметки по этому вопросу были опубликованы в 2005 году издательством Карлова университета.)

## Политическая карьера
Ян Ессениус также служил дипломатом. После смещения Габсбургов в Богемии он предпринял несколько дипломатических миссий ко вновь избранному королю Фридриху Пфальцскому.
В 1618 году Ессениуса арестовали в Пресбурге (Братиславе) и поместили в тюрьму, но в декабре освободили в обмен на двух пленных. Существует легенда, что до своего освобождения, он сделал надпись IMMMM на стене своей тюремной камеры. Фердинанд[кто?] расшифровал эту аббревиатуру как Imperator Mathias Mense Martio Morietur , что означает на латыни «Император Матиас умрёт в месяце марте». Легенда повествует также, что якобы было написано и еще одно пророчество: Iesseni, Mentiris, Mala Morte Morieris  («Ессениус, ты лжёшь, ты умрёшь ужасной смертью»).
Оба предсказания сбылись: император Матиас умер в марте 1619 года, а Ессениус был арестован в 1620 году после разгрома короля Фридриха в битве на Белой горе и казнен на Староместской площади вместе с 26 другими предводителями восстания чешских сословий.